# Projekt Tanec a handicap
Tanec a handicap je projekt, v rámci kterého se setkávají integrované taneční soubory, jak na stejnojmenném festivalu, který se opakuje každé dva roky, tak při reprízách společného představení v průběhu těchto let. Soubory veřejnosti představují jak své nacvičené výstupy na společné téma, určené zvlášť pro každý ročník festivalu, tak své individuální práce.
Součástí projektu jsou rovněž různé workshopy, terapie a představení.
Projekt založila roku 2009 Mgr. Jitka Semotamová jako platformu pro setkávání lidí s handicapem i bez něj. Za hlavní spojnici mezi nimi má v rámci tohoto projektu sloužit tanec. Jedním z cílů projektu bylo vyplnit mezeru v oblasti práce s handicapovanými v oblasti tance, která je v západních zemích zcela běžná, avšak v České republice se jednalo a stále jedná o ojedinělou akci.
Od roku 2012 projekt zaštiťuje zapsaný spolek Kulturárium, z.s.

## Cíle projektu
- Vytvoření prostoru pro setkávání lidí s handicapem a bez něj, kteří se věnují tanci.
- Propagace tance jako radosti z pohybu a vyjádření emocí.
- Bourání zakořeněných celospolečenských mýtů o handicapech a vytváření nových úhlů pohledu na ně.
- Vytvoření prostoru pro prezentaci tance široké veřejnosti.
- Zavedení tradice festivalu tanečních souborů handicapovaných.
- Vytvoření putovní výstavy z festivalových fotografií.
- Navazování spolupráce se zahraničními soubory a lektory.
- Pořádání odborných seminářů na téma tance a handicapu.

## Komu je projekt určen
- Osobám se zdravotním postižením, a to jak tělesným, tak i mentálním, i všem ostatním, kteří se zajímají o aktivní tanec. Jedním z cílů je odbourávání předsudků o handicapu. Aktivní zapojení zdravých do projektu jim umožňuje vidět různé druhy handicapu v novém světle a odstranit nedorozumění mezi oběma skupinami, která plynou především ze strachu a z neznalosti.
- Osobám, které se zajímají o tanec pasivně. Ty se formou návštěvy tanečního představení a workshopů určených pro širokou veřejnost seznámí s prací handicapovaných, s jejich skutečnými možnostmi. Může tak dojít k posunu ve vnímání handicapu. Handicapovaným nabízí možnost vidět nové možnosti v oblasti pohybových aktivit.
- Lidem, kteří chtějí pomoci popularizovat tanec a handicap jako umění.

## Stejnojmenný festival
Festival tvoří stěžejní část projektu. Vítá jak lidi s handicapem, tak lidi bez něj. Organizátoři akci pojímají jako platformu, kde se mohou lidé setkávat, vyměňovat si zkušenosti, zážitky a účastnit se společných aktivit.
Během následujícího roku pak probíhají výstavy fotografií z festivalu v různých městech nejen České republiky. Účinkující na festivalu tvoří výhradně soubory, ve kterých je zastoupený handicap. Jedná se o jediný festival svého druhu v České republice.

### První ročník festivalu - ČTVERO
Roku 2010 dostal projekt současnou festivalovou podobu a více se otevřel veřejnosti i mimo pozvané taneční soubory.  Jako společné téma byl zvolen název „Čtvero ročních období“, neboť zúčastněné integrované soubory byly právě čtyři: Bílá holubice (Ostrava), Skupina kolem Filipa Skály (Ostrava), Freedom4 (Praha) a Pohybové studio PS Cyranovy boty (Brno), které doplnil mimo hlavní přehlídku i soubor T.I.K.  (Jilemnice). Celkem tedy 60 účastníků, z toho 25 s handicapem nejen tělesným, ale i smyslovým.

#### Reprízy představení z ročníku 2010
Ostrava: červenec 2010 – Slezskoostravský hrad (v rámci festivalu Colours of Ostrava)
Praha: říjen 2010 – kulturní prostor La Fabrika

### Druhý ročník festivalu - DUHA
Druhý ročník festivalu se konal v únoru 2012. Tento ročník proběhl v rámci jednoho dne. Společným tématem se stal „projekt Duha“ a spolupracovalo na něm šest tanečních souborů z České a Slovenské republiky. Kromě pěti souborů z předchozího ročníku se festivalu zúčastnil rovněž slovenský soubor Len tak tak z Bratislavy. Každý ze souborů zpracoval v rámci projektu jednu barvu duhy jako taneční představení a dohromady skupiny předvedly představení o délce 60 minut. Tančilo 42 tanečníků, z toho 16 s handicapem.

#### Reprízy představení z ročníku 2012
Ostrava: červenec 2012 – Divadlo loutek

### Třetí ročník festivalu - GEOMETRIE
Třetí ročník festivalu se konal 14. – 16. března 2014. Tak jako první ročník byl i tento vícedenní. Tématem pro společné představení byla geometrie. Představení tančilo pět souborů ze čtyř měst. Kromě stálých účastníků, jako jsou Cyranovy boty z Brna, Bílá holubice z Ostravy, Freedom4 z Prahy a PATZ a T.I.K. z Jilemnice, to byl též soubor A proč ne? z Brna, působící při Střední škole F. D. Roosevelta pro tělesně postižené Brno. Tančilo 52 tanečníků, z toho 21 handicapovaných.
Kromě hlavního představení Geometrie diváci zhlédli představení Tabu v podání skupiny Len tak tak z Bratislavy a představení Zlatý kolovrat od studentů brněnské JAMU, konkrétně Ateliéru výchovné dramatiky neslyšících.

#### Reprízy představení z ročníku 2014
22. 11. 2014 proběhla repríza představení Geometrie v Praze v divadle La Fabrika, další pak v průběhu roku 2015.
Hostitelem dosavadních tří ročníků festivalu se stalo brněnské Bezbariérové divadlo Barka.

## Výstavy fotografií
Nedílnou součástí festivalu a celého projektu jsou výstavy fotografií z jednotlivých ročníků festivalu Tanec a handicap. Autorem uplynulých tří ročníků je fotograf Jiří Tashi Vondráček. Výstavy jsou putovní a probíhají v různých městech ČR i v zahraničí (Francie, Švýcarsko). Návštěvníci mají možnost si jednotlivé fotografie zakoupit, a tím podpořit celý projekt.

### Výstavy fotografií pro ročník 2010
- Brno: 1. února – 28. února – café Mezzanine; vernisáž
- Kopřivnice:  24. dubna – 8. května – foyer divadla v Kopřivnici
- Ostrava:  22. srpna – 27. srpna – Slezsko ostravský hrad
- Praha:  1. října – 31. října – Kafárna na kus řeči
- Výstavy fotografií pro ročník 2012, fotograf Jiří Tashi Vondráček:
- Brno: 5. 6. – 24. 6. – kavárna Mezzanine
- Ostrava: 14. 7. – Divadlo loutek – v rámci provedení představení Duha
- České Budějovice: 24. 10. – 30. 11. – taneční prostor Kredance  – v rámci festivalu Město v pohybu
- Praha: 1. 12. – 31. 12. 2012 – kavárna Můj šálek kávy
- Paříž, Francie: září 2013 – L'Ogresse, théâtre de marionnettes

## Workshopy
Součástí každého ročníku festivalu jsou pravidelné workshopy určené účinkujícím a veřejnosti. V roce 2010 měli účastníci možnost vyzkoušet si canisterapii a muzikoterapii, v roce 2012 canisterapii a arteterapii a v roce 2014 canisterapii, muzikoterapii a technologii Kinect.

### The MotionComposer a Kinect
V dubnu roku 2013 se konal v divadle Barka jednodenní workshop The MotionComposer, zaměřený na spojení tance a pohybu s novými technologiemi pod vedením Roberta Weschlera. Byl určen pro veřejnost, účastnilo se ho 13 lidí, z toho 11 s handicapem.
Účastníci workshopu si mohli vyzkoušet kinetické propojení pohybu a médií – konkrétně zvuku, kdy pomocí svých pohybů na dálku ovládali jednotlivé nástroje a rytmy. Tato technologie umožňuje handicapovaným i zdravým lidem uvědomit si jednotlivé pohyby a reakce svého těla, byť tyto mohou být i velmi malé a v běžném životě pro ně samotné mnohdy těžko postřehnutelné, a objevit nové možnosti pohybu, pochopit též lépe zákon akce a reakce a zlepšit si orientaci v prostoru.
Workshop proběhl v České republice vůbec poprvé.
V březnu 2014 proběhl v rámci třetího ročníku festivalu Tanec a handicap workshop Kinect (též jako Tanec a technologie 14), pod vedením Jitky Semotamové a Tomáše Macha. I tento workshop byl založen na snímání pohybu a ovládání prvků, tentokrát však obrazových. Účastník se tak musí soustředit nejen na vlastní pohyb, ale i na vnímání pohybu před sebou.
Workshopu se zúčastnilo 20 lidí s handicapem i bez něj.